# Neoniphon sammara

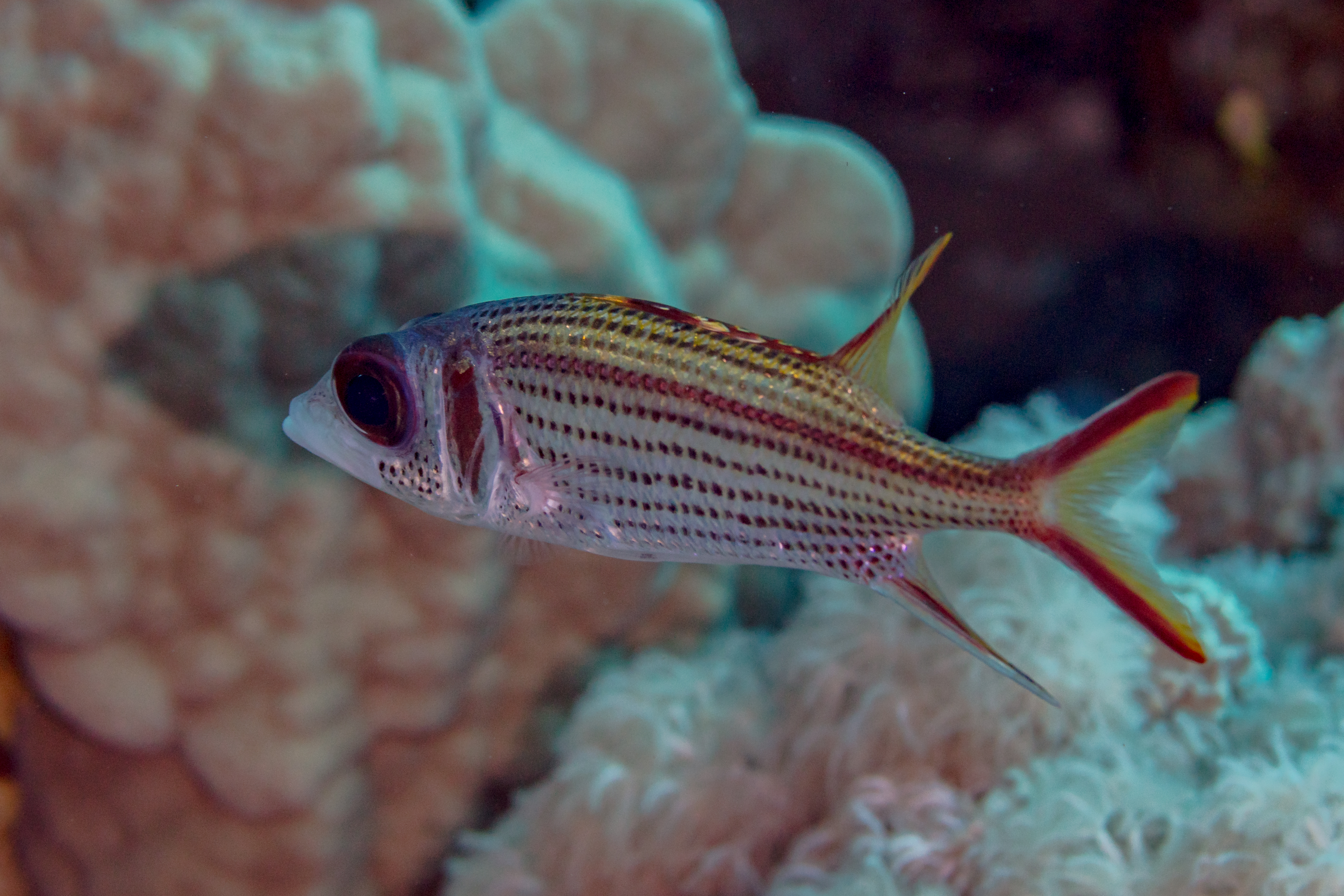
Ejemplar en el mar Rojo.

Neoniphon sammara, comúnmente conocido como pez ardilla sammara, es una especie de pez ardilla que se encuentra en el océano Índico y el océano Pacífico desde África oriental hasta las islas hawaianas. Se alimenta de camarones y pequeños cangrejos y peces por la noche y puede crecer hasta 32 cm TL de longitud, aunque su longitud común es de sólo 23 cm TL. Como N. opercularis, tiene una espina venenosa en su preopérculo.

## Hábitat
N. sammara vive solo o en pequeños grupos en lechos de pastos marinos y sustratos duros en arrecifes y lagunas. Se puede encontrar a profundidades hasta 46 metros. De su género, es el más probable que se encuentre en aguas poco profundas y, a menudo, se asocia con los corales Acropora, que utilizará como refugio durante el día.

## Uso comercial
N. sammara no es un pez de consumo común, pero es común en el comercio de acuarios de la India. También se puede utilizar como cebo para la pesca del atún.